# Портоне (Фрозиноне)
Портоне је насеље у Италији у округу Фрозиноне, региону Лацио.
Према процени из 2011. у насељу је живело 153 становника. Насеље се налази на надморској висини од 163 м.